# Daniël de Ridder
Daniël Robin Frederick de Ridder (Amsterdam, 6 marzo 1984) è un ex calciatore olandese, di ruolo centrocampista.

## Caratteristiche tecniche
È un calciatore perlopiù di fascia. Infatti può fare sia da esterno di centrocampo, sia da ala. Può anche adattarsi da centrocampista offensivo.

## Carriera

### Club

#### Ajax
Nato ad Amsterdam da padre olandese e madre israeliana, cresce nel settore giovanile dell'Ajax, facendo il suo debutto in prima squadra il 21 gennaio 2004 nella partita Ajax-Roda, e segnando il suo primo gol in Eredivisie il 16 maggio dello stesso anno contro il Willem II.
Nella stagione 2003-2004 Daniël gioca 15 partite (di cui 9 da titolare e 6 da sostituto).
Ha debuttato in Champions League con la maglia dei lancieri nel settembre 2004, nella partita contro il Bayern Monaco, finita 4-0, nella quale entrò al 69º minuto.

#### Celta Vigo
Nell'estate 2005 Ajax e Celta raggiungono un accordo che porta de Ridder dai Paesi Bassi alla Spagna.
Debutta ufficialmente con la maglia galiziana il 25 settembre 2005, nella partita vinta contro il Siviglia, che dava momentaneamente il primato in classifica al Celta Vigo. Realizza il suo 1º gol in Primera división il 3 aprile 2006, contro l'Atletico Madrid. Nella 2ª stagione al club galiziano non trova spazio, giocando solo 3 volte.

#### Birmingham City, Wigan e Grasshopper
Il 3 luglio 2007 Daniël de Ridder, liberatosi dal Celta a parametro zero, firma un contratto con il Birmingham City, ma a fine stagione lo rescinde.
Il 1º luglio 2008 passa al Wigan a parametro zero.
Nel 2010 passa in prestito all'Hapoel Tel Aviv.
Nel 2011 si trasferisce in svizzera al Grasshopper Club Zürich, con il quale colleziona 21 presenze e 3 gol in campionato.

#### Heerenveen
Il 23 agosto 2012 fa ritorno in Olanda: si lega all'Heerenveen con un contratto annuale con opzione sul secondo anno. Segna il suo primo gol con la nuova maglia il 29 settembre nel 2-0 contro il NAC Breda.
Dopo 15 presenze e 3 gol rimane svincolato.

### Nazionale
Facente parte della Nazionale olandese Under-19 che raggiunse il 2º round di qualificazione all'Europeo Under-19 2003, passa in Nazionale olandese under-21 nel 2004.
Con la Nazionale olandese Under-21 ha vinto l'Europeo 2006 e 2007.

## Statistiche

### Presenze e reti nei club
| Stagione          | Squadra           | Campionato | Campionato | Campionato | Coppe nazionali | Coppe nazionali | Coppe nazionali | Coppe continentali | Coppe continentali | Coppe continentali | Altre coppe | Altre coppe | Altre coppe | Totale | Totale |
| Stagione          | Squadra           | Comp       | Pres       | Reti       | Comp            | Pres            | Reti            | Comp               | Pres               | Reti               | Comp        | Pres        | Reti        | Pres   | Reti   |
| ----------------- | ----------------- | ---------- | ---------- | ---------- | --------------- | --------------- | --------------- | ------------------ | ------------------ | ------------------ | ----------- | ----------- | ----------- | ------ | ------ |
| 2003-2004         | Ajax              | E          | 15         | 1          | CO              | 0               | 0               | UCL                | 0                  | 0                  | -           | -           | -           | 15     | 1      |
| 2004-2005         | Ajax              | E          | 15         | 2          | CO              | 0               | 0               | UCL + CU           | 5                  | 1                  | JCS         | 0           | 0           | 20     | 3      |
| Totale Ajax       | Totale Ajax       |            | 30         | 3          |                 | 0               | 0               |                    | 5                  | 1                  |             | 0           | 0           | 35     | 4      |
| 2005-2006         | Celta Vigo        | PD         | 17         | 1          | CR              | 1               | 0               | -                  | -                  | -                  | -           | -           | -           | 18     | 1      |
| 2006-2007         | Celta Vigo        | PD         | 3          | 0          | CR              | 0               | 0               | CU                 | 2                  | 0                  | -           | -           | -           | 5      | 0      |
| Totale Celta Vigo | Totale Celta Vigo |            | 20         | 1          |                 | 1               | 0               |                    | 2                  | 0                  |             | -           | -           | 23     | 1      |
| 2007-2008         | Birmingham City   | PL         | 10         | 0          | FACup           | 1               | 0               | -                  | -                  | -                  | CdL         | 1           | 0           | 12     | 0      |
| 2008-2009         | Wigan             | PL         | 18         | 0          | FACup           | 1               | 0               | -                  | -                  | -                  | CdL         | 3           | 0           | 22     | 0      |
| 2009-gen. 2010    | Wigan             | PL         | 0          | 0          | FACup           | 0               | 0               | -                  | -                  | -                  | CdL         | 0           | 0           | -      | -      |
| gen.-giu. 2010    | Hapoel Tel Aviv   | LhA        | 11         | 2          | CdI             | 3               | 0               | UEL                | 1                  | 0                  | Play-off    | 5           | 2           | 20     | 4      |
| 2010-2011         | Wigan             | PL         | 0          | 0          | FACup           | 1               | 0               | -                  | -                  | -                  | CdL         | 0           | 0           | 1      | 0      |
| Totale Wigan      | Totale Wigan      |            | 18         | 0          |                 | 2               | 0               |                    | -                  | -                  |             | 3           | 0           | 23     | 0      |
| 2011-2012         | Grasshopper       | SL         | 21         | 3          | CS              | 2               | 0               | -                  | -                  | -                  | -           | -           | -           | 23     | 3      |
| 2012-2013         | Heerenveen        | E          | 15         | 3          | CO              | 0               | 0               | UCL                | 0                  | 0                  | -           | -           | -           | 15     | 3      |
| Totale carriera   | Totale carriera   |            | 125        | 12         |                 | 9               | 0               |                    | 8                  | 1                  |             | 9           | 2           | 151    | 15     |

## Palmarès

### Club
- Campionato olandese: 1

Ajax: 2004

### Nazionale
- Campionato d'Europa Under-21: 2

2006, 2007